# 鹽埕天后宮
22°58′16″N 120°11′22″E / 22.971231°N 120.189380°E

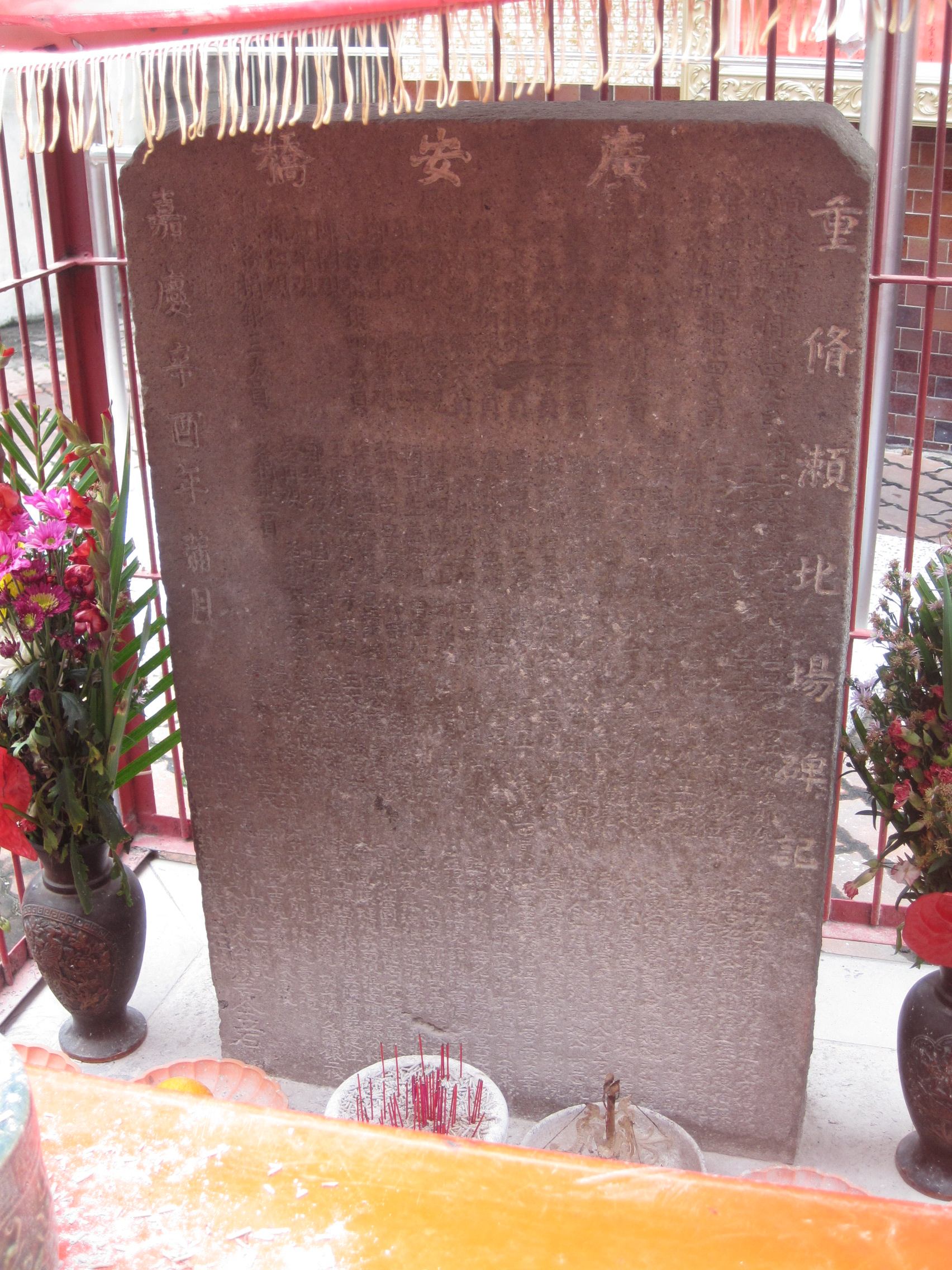
於鹽埕天后宮供奉的「重脩瀨北場碑記」碑

鹽埕天后宮位於臺灣臺南市南區鹽埕，主祀天上聖母（媽祖），配祀武惠尊王，現今廟貌為民國六十六年（1977年）重建後的樣子。過去附近居民多經由廟後的「帆港」將鹽場產出的鹽運往安平，故此廟亦稱為「帆港天后宮」。該廟為鹽埕地區的公廟，其廟境相當於臺南市南區的日新、明亮、府南三里。廟埕立有「重脩瀨北場碑記」，據說已修成正果，被附近信眾稱為石頭公並享用香火。
鹽埕天后宮重要的活動除了天上聖母與武惠尊王誕辰外，亦配合政府單位舉辦文化祭，於媽祖誕辰舉辦「海鹽禮讚」、「平安鹽山」等活動，延續昔日鹽埕瀨北鹽場的記憶。

## 沿革
鹽埕天后宮最早見於嘉慶年間成書的《續修臺灣縣志》，而據《臺南州祠廟名鑑》記載該廟創建於清乾隆廿三年（1758年），另有《寺廟臺帳》記為乾隆卅三年（1768年）創建。據說該廟原祀武惠尊王，後改主祀媽祖。同治十年（1871年），當地楊姓人士倡議將廟宇遷到鹽埕溪口東岸，也就是現在日新國小的校地內。
進入日治時期後，鹽埕天后宮曾在明治卅五年（1902年）進行重修，但在昭和五年（1930年）因為鹽埕公學校（今 日新國小）擴建校舍而徵收廟地，該廟遂遷到今址重建。二次大戰後曾在民國卅七年（1948年）、四十二年（1953年）增建過兩次，後於民國六十六年（1977年）在當地望族林全福倡修下再次重建，是為現今之廟貌。該廟現為鋼筋混擬土建築，由拜亭、三川殿、拜殿與正殿組成，兩旁有鐘鼓樓與廂房。

## 神明簡介

### 武惠尊王
武惠尊王是泉州神祇，姓黃，又稱「洪祖公」，分靈自福建泉州府晉江縣青陽鄉蔡厝村石鼓廟（今福建晉江市青陽街道的青陽石鼓廟），據說是過去天后宮創建前有一名當地富紳所雇用的唐山客從石鼓廟帶來了香火，因神靈顯赫，當地居民遂雕塑其金身。因為武惠尊王神像臉為紅色，故暱稱「紅祖公」，日久誤傳為「洪祖公」。
由於昔日農曆九月初五洪祖公誕辰前後鹽埕人總大舉慶祝，盛況不遜於媽祖誕辰與除夕，故有俗諺「驚洪祖公生，不驚二九暝」，意旨洪祖公誕辰盛況比除夕還熱鬧。
舊有洪祖公神像曾被信徒私自請回家中供奉，後於民國八十七年（1998年）經由神明降駕指示尋回。

### 石頭公
鹽埕天后宮廟前所供奉的石頭公為清朝時所豎立的「重脩瀨北場碑記」碑，該石碑原本立於鹽埕的廣安橋旁。廣安橋位於鹽埕溪上，建於乾隆四十七年（1782年），後年久失修，嘉慶六年（1801年）整修後在橋旁立此「重脩瀨北場碑記」碑。後來時過境遷，石碑一時不知去向，直到1970年代鹽埕溪鋪設箱涵時被發現，被該廟拾回，但最初僅擱在廟旁，後來據說是媽祖顯靈表示該石碑已修成正果，應享人間香火，遂立於廟前供人膜拜。